# Kriegs-Etappenwesen
Kriegs-Etappenwesen bzw. Etappenwesen oder auch nur Etappe ist ein Begriff, der nach dem Zweiten Weltkrieg aus dem Sprachgebrauch verschwunden ist und heute am ehesten dem Bereich der militärischen Logistik nahekommt. Die Etappe bezeichnet im militärischen Sinne das Gebiet hinter der Front.
Das Wort Etappe war ursprünglich ein militärischer Terminus, der im 18. Jahrhundert aus französisch étape entlehnt wurde. Mit „étape“ bezeichnet man den Ort mit Vorräten für die Verpflegung marschierender Truppen. Hier befinden sich die rückwärtigen Dienste wie Lazarett-, Tross-, Verwaltungs- und Instandsetzungseinheiten usw. Diese Orte (Etappen) lagen in der Regel jeweils einen Tagesmarsch voneinander entfernt.

## Deutsches Kaiserreich
Das Kriegs-Etappenwesen im Heer des Deutschen Kaiserreichs war nach folgenden Richtlinien aufgebaut:
- Das Etappenwesen erhielt die rückwärtigen Verbindungen der operierenden Armee mit der Heimat.
- Die Aufgaben des Etappenwesens waren:
  1. Nachschub aller Bedürfnisse für die Armee
  2. Rücklieferung allen von der Armee abgehenden Materials (auch Menschen und Pferde)
  3. Unterbringung und Verpflegung von Mensch und Tier
  4. Erhaltung und Sicherung aller Verbindungen
  5. Herstellung und Betrieb von Feldbahnen
  6. Organisation und Verwaltung besetzter Gebiete

Die einzelnen Etappenlinien waren den Etappen-Inspektionen unterstellt. Die Etappenlinien waren in Bezirke eingeteilt, in denen Etappen-Kommandanturen eingerichtet wurden. Diesen Etappen-Kommandanturen wurden von der Armee die benötigten Offiziere, Beamten und Soldaten zugewiesen.
An der Spitze des gesamten Etappenwesens einer Armee stand der General-Inspekteur des Etappen- und Eisenbahnwesens. Ihm waren außerdem noch unterstellt:
- sämtliche Eisenbahn-Truppenteile
- die Feld-Intendantur
- das Feld-Sanitätswesen
- die Etappen-Telegraphie
- das Feldpostwesen

An der Spitze der einzelnen Dienstzweige stand ein Chef, welcher den Dienst nach den bestehenden Vorschriften zu regeln hatte.

## Erster Weltkrieg
Im Ersten Weltkrieg wurde das unmittelbar hinter dem Operationsgebiet einer Armee, aber außerhalb der Reichweite feindlicher Artillerie liegende Gebiet bis zur Reichsgrenze zur Etappe erklärt. Das Etappenwesen unterstand dem Generalquartiermeister in der Obersten Heeresleitung (OHL), der auch die Grenzen zwischen dem Operationsgebiet und dem Etappengebiet festlegte. Eine Ausnahme bildete das Generalgouvernement Belgien, das sich hinter der Etappe der 4. und 6. deutschen Armee bis zur Reichsgrenze erstreckte und selbst nicht zur Etappe gehörte.
Bei jeder Armee wurde eine Etappen-Inspektion eingerichtet, die für die Zuführung des personellen und materiellen Nachschubs, die Nutzung von Vorräten und Hilfsmitteln aus den besetzten Gebieten und den Abschub von nicht benötigtem Material verantwortlich war und dem jeweiligen Armee-Ober-Kommando (A.O.K.) unterstand. Der Etappeninspekteur verfügte dazu über einen eigenen Stab und unterstellte Truppenteile. Ihm unterstanden auch die Etappen-Kommandanturen, die innerhalb eines abgegrenzten Gebietes für den Durchgangsverkehr zum und vom Feldheer einschließlich Verpflegung und Unterbringung und die Sicherung verantwortlich waren. Am Ende des Krieges gab es 354 Etappenkommandanturen. Die während des Krieges meist aus Armierungseinheiten gebildeten und großteils aus Landsturm-Soldaten bestehenden Etappen-Hilfs-Bataillone dienten der Etappenverwaltung bei ihrer Aufgabenbewältigung. In den letzten beiden Kriegsjahren wurden auch zivile Etappenhelfer und Etappenhelferinnen eingesetzt, um Soldaten aus der Etappe an die Front verlegen zu können.
Nach 1918 wurde der Begriff aus dem deutschen militärischen Sprachgebrauch verdrängt, weil er im Ersten Weltkrieg aufgrund der psychologischen Entfremdung zwischen Front und Etappe als Folge der extrem unterschiedlichen Einsatzbedingungen eine negative Aufladung erfahren hatte („Etappenhengst“, „Etappenzustände“ usw.).

## Zweiter Weltkrieg
Siehe dazu Rückwärtiges Armeegebiet und Rückwärtiges Heeresgebiet.